# 2005 au Royaume-Uni
Cet article présente les faits marquants de l'année 2005 au Royaume-Uni.

## Évènements
- 8 janvier : la chaîne BBC, a reçu quarante cinq mille lettres et coups de téléphone, un niveau record, avant la diffusion télévisée, le soir, de Jerry Springer - the Opera, une comédie musicale, jugée grossière et blasphématoire, inspirée du talk-show du célèbre animateur de télévision américain. lemonde.fr
- 18 janvier : une expérimentation originale à Londres : une rue tout entière, Exhibition Road, dans le quartier de Kensington, sera privée, à titre de test, de toute signalisation : plus de feux, de panneaux de signalisation, ni de trottoirs dans cette rue ouverte aux piétons (qui seront prioritaires) et aux automobilistes (dont la vitesse est limitée à 30 km/h). On espère ainsi responsabiliser ces derniers. (Source : La Vie du Rail).
- 9 avril : mariage du prince Charles avec Camilla Parker Bowles, retardé d'un jour en raison des cérémonies de funérailles du pape Jean-Paul II.
- 15 avril : mise en liquidation judiciaire de l'entreprise MG-Rover au terme d'une lente agonie. La disparition de l'entreprise entraine le licenciement de 6 000 salariés.
- 2 juillet : en Écosse, manifestation rassemblant 200 000 personnes à Édimbourg. Elle a pour but d'inciter les pays du G8, qui se réunissent à partir du 13 juillet au Gleneagles Hotel au nord-ouest d'Édimbourg, à lutter contre la pauvreté dans le monde.
- 7 juillet : attentats meurtriers à Londres.
- 21 juillet : attentats à Londres. Un seul blessé est à déplorer.
- 22 juillet : à la suite de la terreur provoquée par les attentats de la veille, un homme est abattu dans le métro de Stockwell par la police londonienne à la fin d'une course poursuite.
- 22 juillet : sortie de chaine de l'ultime Rover
- 28 juillet : l'IRA provisoire dépose les armes après 35 ans de conflit.